# Libytheana carinenta
Libytheana carinenta is een vlinder uit de familie van de Nymphalidae, onderfamilie Libytheinae.
De wetenschappelijke naam van de soort werd gepubliceerd door Pieter Cramer in 1777.